# Opérations Goodwood
Ne doit pas être confondu avec Opération Goodwood.
L'opération Goodwood est une suite de quatre raids aériens destinés à détruire le cuirassé allemand Tirpitz ancré dans le fjord d'Altafjord. Ces attaques eurent lieu sur une semaine en août 1944. L'opération fut un échec car le Tirpitz fut seulement légèrement endommagé.

## Préparation de l'opération
Après plusieurs échecs (opération Source, opération Tungsten, opération Mascot), les Anglais sont toujours résolus à détruire le Tirpitz. La distance jusqu'en Norvège ne permet pas de monter des raids qui se suivent sans perdre l'effet de surprise. L'amiral Moore (en) décide d'utiliser une force aéronavale.
Trois porte-avions (HMS Indefatigable, HMS Formidable, HMS Furious) forment la force principale. Ils sont escortés par le cuirassé HMS Duke of York, deux croiseurs et quatorze destroyers. Deux porte-avions d'escorte (HMS Nabob et HMS Trumpeter) sont en retrait avec le croiseur HMS Kent et quelques frégates[Combien ?].
Deux pétroliers et quatre corvettes complètent le dispositif,.

### Aviation embarquée
Les porte-avions embarquent les avions suivants :
| Porte-avion       | Aviation embarquée                                 |
| ----------------- | -------------------------------------------------- |
| HMS Formidable    | 30 Corsair et 24 Barracuda                         |
| HMS Furious       | 24 Seafire et 9 Barracuda                          |
| HMS Indefatigable | 21 Seafire, 12 Hellcat, 12 Firefly et 12 Barracuda |
| HMS Nabob         | 12 Avenger et 4 Wildcat                            |
| HMS Trumpeter     | 8 Avenger et 4 Wildcat                             |

## Déroulement des opérations

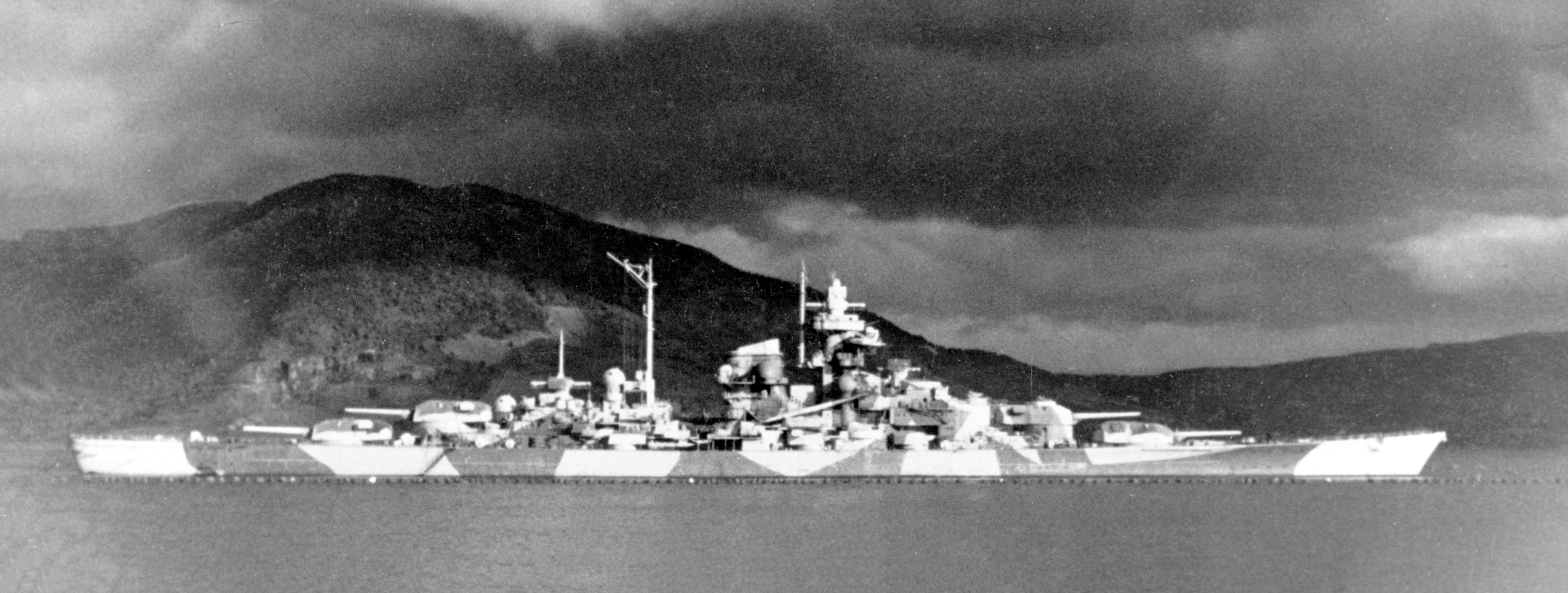
Le Tirpitz en Norvège.

Les navires prennent la mer le 18 août et arrivent au large de la Norvège le 20. Ils doivent en partie participer à l'escorte du convoi JW 59. L'attaque est initialement prévue le 21 mais les conditions météorologiques sont trop mauvaises et l'attaque est reportée au 22.

### Le 22 août 1944
Les conditions météorologiques ne sont pas meilleures que la veille mais l'amiral Moore prend la décision de lancer l'attaque car les navires vont devoir s'éloigner pour ravitailler. La première attaque (Goodwood I) est déclenchée en début de matinée. 32 Barracuda, 24 Corsair, 11 Firefly, 9 Hellcat and 8 Seafire décollent de la force principale. La couverture nuageuse est très épaisse. Une partie des avions font demi-tour (les Barracuda et Corsair). Les autres continuent leurs attaques. La surprise est totale. Aucune bombe ne touche le cuirassé ; les avions endommagent le sous-marin U-965 ainsi que plusieurs avions au sol. Trois avions sont perdus (1 Corsair, 1 Barracuda et 1 Firefly).
Une partie des navires s'éloigne pour se ravitailler en carburant. Vers 17h, le HMS Nabob reçoit une torpille de l'U-354. Ce sous-marin touche aussi le destroyer HMS Bickerton (en) qui coule (71° 42′ 00″ N, 19° 11′ 00″ E).. Malgré les dommages, le porte-avions prend la direction de Scapa Flow avec l'autre porte-avions d'escorte. Les porte-avions HMS Formidable et HMS Furious couvrent le départ des deux porte-avions d'escorte. Deux avions de reconnaissance Blohm & Voss BV 138 sont abattus peu de temps après l'attaque.
Une deuxième attaque (Goodwood II) est planifiée avec 8 Firefly et 6 Hellcat provenant du HMS Indefatigable resté seul. Les Allemands ne détectent pas l'attaque. Les avions ratent le Tirpitz mais parviennent à mitrailler différentes positions défensives. Aucun avion n'est perdu.

### Le 24 août 1944
Le 23, le brouillard empêche le HMS Indefatigable de faire décoller ses avions. Les deux porte-avions HMS Formidable et HMS Furious rejoignent le 24. Le ciel s'éclaircit et un raid est lancé (Goodwood III) : 33 Barracuda, 24 Corsair, 10 Hellcat, 10 Firefly et 8 Seafire décollent. Une station radar allemande repère les avions et donne l'alerte. Les avions arrivent vers 16 h alors qu'un écran de fumée recouvre le Tirpitz. Une bombe touche la tourelle Bruno située à l'avant mais les dégâts sont superficiels. Une seconde bombe perce cinq ponts tuant une personne au passage mais elle n'explose pas. Deux navires de patrouille, un chasseur de mine sont également endommagés. L'attaque a fait 8 morts et 18 blessés sur le Tirpitz. Quatre Corsair et deux Hellcat manquant à l'appel.
Vers 17h, deux Firefly viennent prendre des photos et sont pris à partie par la DCA allemande.
Les Allemands demandent des renforts de chasseurs mais elle est rejetée.
Le 25, les porte-avions font route vers les îles Féroé pour prendre du ravitaillement. Le HMS Furious est jugé incapable de poursuivre la mission et rentre à Scapa Flow.

### Le 29 août 1944
L'attaque finale (Goodwood IV) a lieu le 29 vers 17h avec 26 Barracuda, 17 Corsair, 10 Firefly et 7 Hellcat. 7 Seafire font une attaque de diversion vers Hammerfest. Le raid est repéré en amont par les radars allemands. Les générateurs de fumée ont le temps d'être activés. Les avions ne peuvent pas voir la cible et jettent leurs bombes à l'aveugle. Six Allemands sont blessés. Un Corsair et un Firefly sont perdus.
À court de carburant, les porte-avions retournent sur Scapa Flow, escortant au passage le convoi RA 59A. Le cuirassé HMS Duke of York et six destroyers restent sur place jusqu'au 1er septembre.

## Conséquences
Grâce à Ultra, les Anglais savent que le Tirpitz reste opérationnel. Pour la presse, ils déclarent avoir détruit ou endommagé une vingtaine de navires allemands.
Le Tirpitz restant une flotte de dissuasion, les Anglais décident de monter une nouvelle opération. Ils utiliseront des bombardiers lourds, plus aptes à porter des bombes de fort tonnage.
Un assaut chavire le cuirassé le 12 novembre 1944.